# Georges Ribemont-Dessaignes
Georges Ribemont-Dessaignes (Montpellier, 19 de Junho de 1884 - Saint-Jeannet, 9 de Julho de 1974) foi um escritor, pintor, poeta, historiador de arte, dramaturgo, guionista francês associado ao movimento dadaísta.
Além de inúmeras pinturas, Ribemont-Dessaignes escreveu peças, poesias, manifestos e livretos de ópera. Ele contribuía com o periódico dadaísta (e depois, surrealista) Litterature.
Entre os trabalhos de Ribemont-Dessaignes para o teatro, estão as peças "O Imperador da China" (1919) e "O Canário Mudo" (1919), e o livreto de ópera "The Knife's Tears" (1926) com músicas compostas por Bohuslav Martinu. Suas Novelas incluem L'Autruche aux yeux clos (1924), Ariane (1925), Le Bar du lendemain (1927), Céleste Ugolin (1928) e Monsieur Jean ou l'Amour absolu (1934).